# Gregor Schwenzengast
Gregor Schwenzengast (* 3. März 1646 in Martell; † 4. Juli 1723 in Latsch) war ein Barockbildhauer aus dem Vinschgau, der in Latsch eine Werkstatt unterhielt.

## Leben
Gregor Schwenzengast war Sohn der Eheleute Paul Schwenzengast und Christina Kolerin, die im „Schwenzhaus“ in der Gand in Martell wohnten. Das Haus wurde 1864 abgebrochen.
Am 18. August 1658 wurde vom Latscher Gerichtsanwalt Blasius Polin im Beisein von Bürgen und Zeugen aus Martell und aus Latsch ein Lehrvertrag aufgesetzt, in dem Gregor Schwenzengast und sein Neffe Barthlmee Koler dem Bildhauer Oswald Krad aus Latsch anvertraut wurden. Während sich Barthlmee für sechs Jahre verdingen musste, sollte Gregor sieben Jahre lang in der Lehre bleiben, weil seine Eltern nicht in der Lage waren, das übliche Lerngeld zu hinterlegen. Auffallend ist der Passus in diesem Vertrag, der den beiden Lehrlingen gestattete, in ihrer Freizeit auf eigene Rechnung Schnitzarbeiten auszuführen, ein damals ungewöhnliches Privileg. Am 26. November 1664 entließ der Meister Oswald Krad Gregor Schwenzengast aus der Lehre, behielt ihn als Gesellen jedoch noch bis Mitte August 1665.
Die damals üblichen Wanderjahre, um den Meistertitel zu erlangen, scheint Gregor Schwenzengast nicht angetreten zu haben, denn bereits am 27. Mai 1666 ist ein Werkvertrag des Klosters Marienberg mit dem Bildhauer Gregorien Schwenzengast aktenkundig, dem am 10. August 1667 ein weiterer folgt, in dem bereits von einem Lerner, also von einem Lehrling in seinen Diensten, die Rede ist. Den damals streng einzuhaltenden Zunftregeln gemäß, muss Gregor den Meistertitel also schon besessen haben. Das Kloster Marienberg war der erste große Auftraggeber des jungen Schwenzengast, und der Abt Franz von Pach förderte den begabten Künstler nach Kräften sein Leben lang. Er brachte ihn in Kontakt mit seiner Familie, für die der Künstler mehrere Wappen- und Grabsteine schuf.
1671 findet sich in den Raitregistern des Klosters der Vermerk aniezt zu Latsch, Gregor war also nach Latsch umgezogen. 1666 noch hatte er in der Gand in Martell einen Garten erworben. Sein Lehrherr, Oswald Krad, hatte ihm in der Zwischenzeit sein weites Betätigungsfeld überlassen, weil er nach Bozen verzogen war.
Wann der Künstler seine Ehefrau, Maria Partin aus Kuppelwies in Ulten, ehelichte, ist nicht bekannt. Seit dem Jahr 1667 sind Frau und Kind dabei, wenn er längere Zeit auf Marienberg verweilen musste. Welche Wertschätzung er in den gesellschaftlich gehobenen Kreisen von Latsch genoss, davon geben die Namen der Taufpaten für seine Kinder und die Bürgen für Verträge mit Schwenzengast-Bezug Zeugnis – allen voran der Graf von Mohr auf Montani.
Dokumentarisch belegt sind zahlreiche Stiftungen der Eheleute Schwenzengast für religiöse Belange oder für Bruderschaften. Stiftungen und Seelgeräte waren in der Barockzeit sehr gebräuchlich.
Von den zahlreichen Kindern scheint keines die Eltern überlebt zu haben, weil bei der Nachlassabwicklung davon nicht mehr die Rede ist. Sein Sohn Johannes wurde Bildhauer, der Sohn Jakob Philipp Arzt in Neumarkt.
Gregor Schwenzengast verstarb hochbetagt am 4. Juli 1723. Das Fehlen der engsten Verwandten – seine Frau war schon seit zwei Jahren tot, die Kinder ebenfalls nicht mehr am Leben – mag dazu beigetragen haben, dass der Künstler bei seinen Zeitgenossen schon in seiner letzten Lebens- und Schaffensperiode in Vergessenheit geraten war. Vermutlich wird er zuletzt keine größere Werkstätte mehr unterhalten, sondern nur mehr Grabmäler, Marienbilder und Wappensteine gefertigt haben. Einer seiner Förderer in Latsch war Pfarrer Peter Heid gewesen, der von 1674 bis 1718 der Pfarre Latsch vorgestanden war. Für dessen Nachfolger, den Neuerer Paulus Lanpacher, war der Künstler offenbar kein Thema mehr.

## Werke
Gregor Schwenzengast war vermutlich bereits zu seinen Lebenszeiten in seiner Hauptsparte, dem Altarbau, außer Mode gekommen und schon bei seinen Zeitgenossen in Vergessenheit geraten. Nachfolgenden Chronisten standen einerseits nur sehr dürftige Informationen über sein Schaffen zur Verfügung, andererseits traten einige besonders namhafte Kunsthistoriker den Werken aus dieser Kunstepoche mit unverhohlener Geringschätzung gegenüber. Dies gilt für Karl Atz, für den die erwähnenswerten Kunstwerke mit der Gotik endeten (ihm war nur Schwenzengasts Mitwirkung beim Bau der Tschenglser Pfarrkirche eine Erwähnung wert), als auch für Josef Weingartner. Erst in der Zwischenkriegszeit und in neuerer Zeit begannen lokale Autoren wie Nicolò Rasmo durch akribische Quellensammlung das ganze Schaffensreservoir dieses Latscher Künstlers auszuleuchten und damit seinen Stellenwert ins rechte Licht zu rücken.

### Marienberger Schaffenszeit
- St.-Michaels-Altar 1671; bei einigen Figuren ist nicht sicher, ob sie von ihm stammen.
- Der Marienberger Orgelkasten mit der Jahreszahl 1678 (während der bayrischen Besatzungszeit nach Burgeis verbracht, 1812) mit Stifts- und Prälatenwappen von Marienberg
- Eine Kreuzigungsgruppe in der hl. Kreuz-Kapelle neben Burgeis
- Ein Marienaltärchen mit der Jahreszahl 1697, das später in der Hofkapelle zu Prämajur aufgestellt wurde
- Das Marienbild Maria-Schnee aus der Kapelle am Fußweg nach Marienberg (1691)
- Diverse Statuen im Klostergebäude oder in der Sakristei von Burgeis; Zierstücke für die Stuben im Kloster (andere Werkstücke, die wohl nicht mehr alle vorhanden sind)

### Altäre
Außer den oben genannten St. Michaelsaltar und dem Marienaltärchen in Prämajur werden dem Künstler folgende Altäre zugeschrieben (Schwenzengast pflegte seine Werke nicht zu signieren):
- Marling, St. Felix 1671, Altar
- Latsch, Pfarrkirche St. Peter und Paul 1681, Puz-Altar
- St. Moritz in Ulten, 1685 Hochaltar (die Seitenstatuen wurden 1976 gestohlen)
- Tarsch, Pfarrkirche St. Michael, um 1694, Hochaltar
- Tarsch, Pfarrkirche St. Michael, Zacher-Altar (Zacharias-Altar)
- Tarsch, Pfarrkirche St. Michael, St. Anna Altar (St. Anna- und Sebastiansbruderschaft)
- Tschengls, Pfarrkirche Mariä Geburt 1697, Altar der Seitenkapelle, Stiftung der Fam. Hendl und Hauptwerk Gregor Schwenzengasts. Baumeister war Josef Delai, das Altarbild Mariä Himmelfahrt wurde von Matthias Pußjäger gemalt. Von namhaften Kunstexperten wurden ihm auch die reichen Stuckaturen zugeschrieben. Das wird von anderen in Abrede gestellt, weil Schwenzengast kein Stuckateur war.
- Kortsch, Pfarrkirche zum hl. Johannes 1699, Altar der Seitenkapelle, Stiftung Hans Strimmer, Gerichtsschreiber in Schlanders
- Sistrans, Pfarrkirche St. Gertraud 1705, von dem für diese Kirche geschaffenen Altar existiert nur mehr die Statue der Kirchenpatronin

### Holzstatuen
- Tarsch, Pfarrkirche St. Michael, Schmerzensmann. Inschrift 1666 Leonhard Gruber (er war einer der wohlhabendsten Bauern von Tarsch)
- Tarsch, Pfarrkirche St. Michael, Pietà (Zuschreibung unsicher)
- Kortsch, Pfarrkirche zum hl. Johannes dem Täufer, Schutzengelstatue (später überarbeitet)
- Kortsch, Pfarrkirche zum hl. Johannes dem Täufer, Anna Selbdritt (überarbeitet)
- Latsch, St.-Anna-Kapelle beim Ansitz Mühlrain, St. Anna und Joachim unter der goldenen Pforte
- Latsch, Ansitz Mühlrain, St.-Anna-Statue (Zuschreibung unsicher)
- Martell, Friedhofskapelle, Pietà
- Goldrain, St. Anna in Schanzen, Giebelfigur auf dem linken Seitenaltar, Erzengel Michael
- Latsch, Pfarrkirche St. Peter und Paul, Pietà
- St. Pankraz in Ulten, Untere Kapelle in St. Sebastian am Friedhof, Pietà
- Latsch, Pfarrkirche St. Peter und Paul, Mutter Anna (Statue wird zu einem Altar gehört haben; sie wurde lange Zeit als Prozessionsstatue verwendet)
- Latsch, Pfarrkirche St. Peter und Paul, hl. Josef
- Pfarrkirche Tschengls, hl. Katharina
- Meran, St. Barbarakapelle 1712, Verkündigungsgruppe (Figuren stammen von einem Lichtmessaltar, den der Künstler für die Pfarrkirche von Meran geschaffen hat)
- Latsch, Unsere Liebe Frau am Bichl, hl. Sebastian und hl. Rochus
- Innsbruck, Ferdinandeum, Erzengel Michael (Provenienz aus der Schlandersburg)
- Vezzan, Privatbesitz, hl. Erasmus (angeblich aus der Moosburg in Goldrain stammend)

### Madonnenreliefs

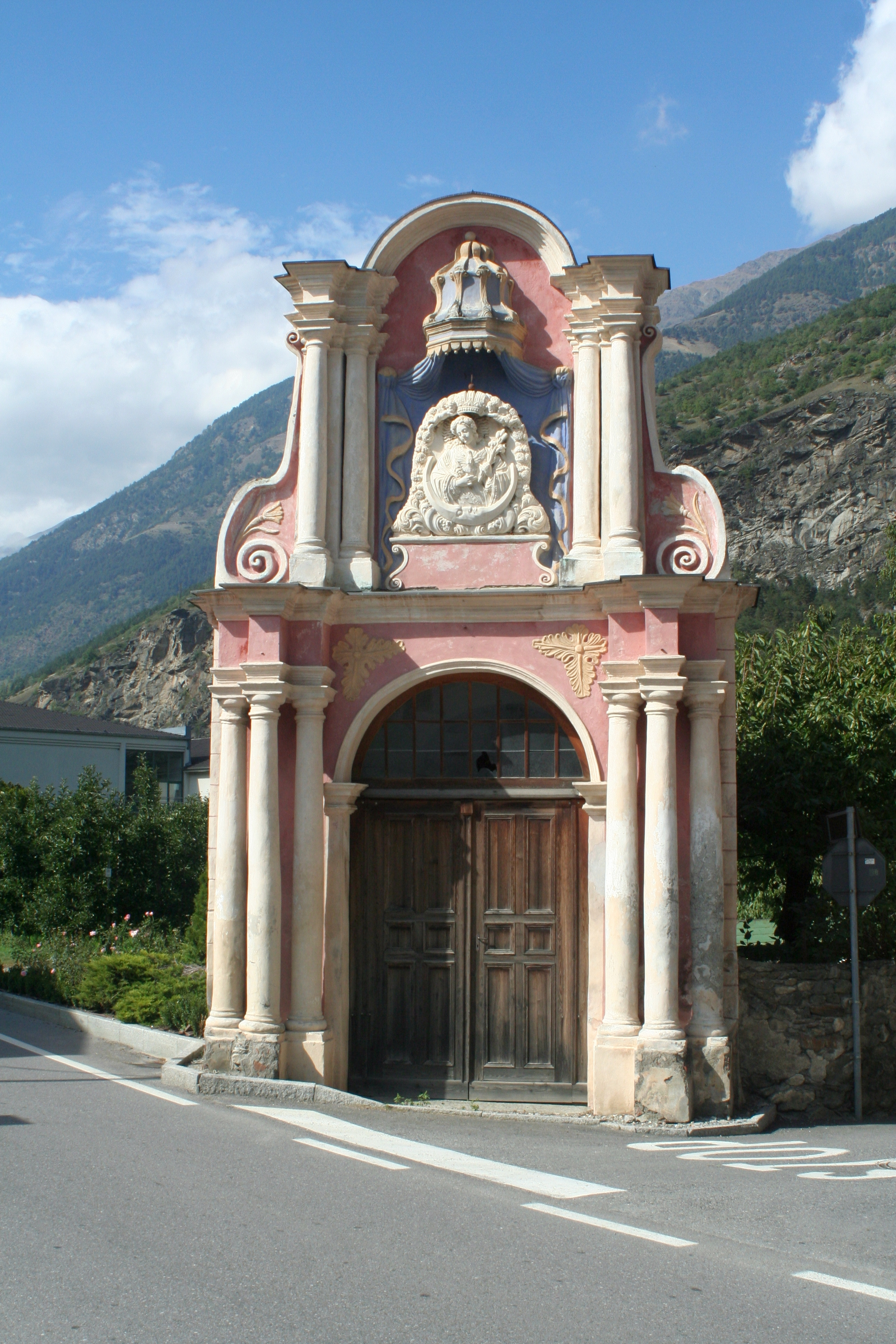
St.-Anna-Kapelle beim Ansitz Mühlrain in Latsch

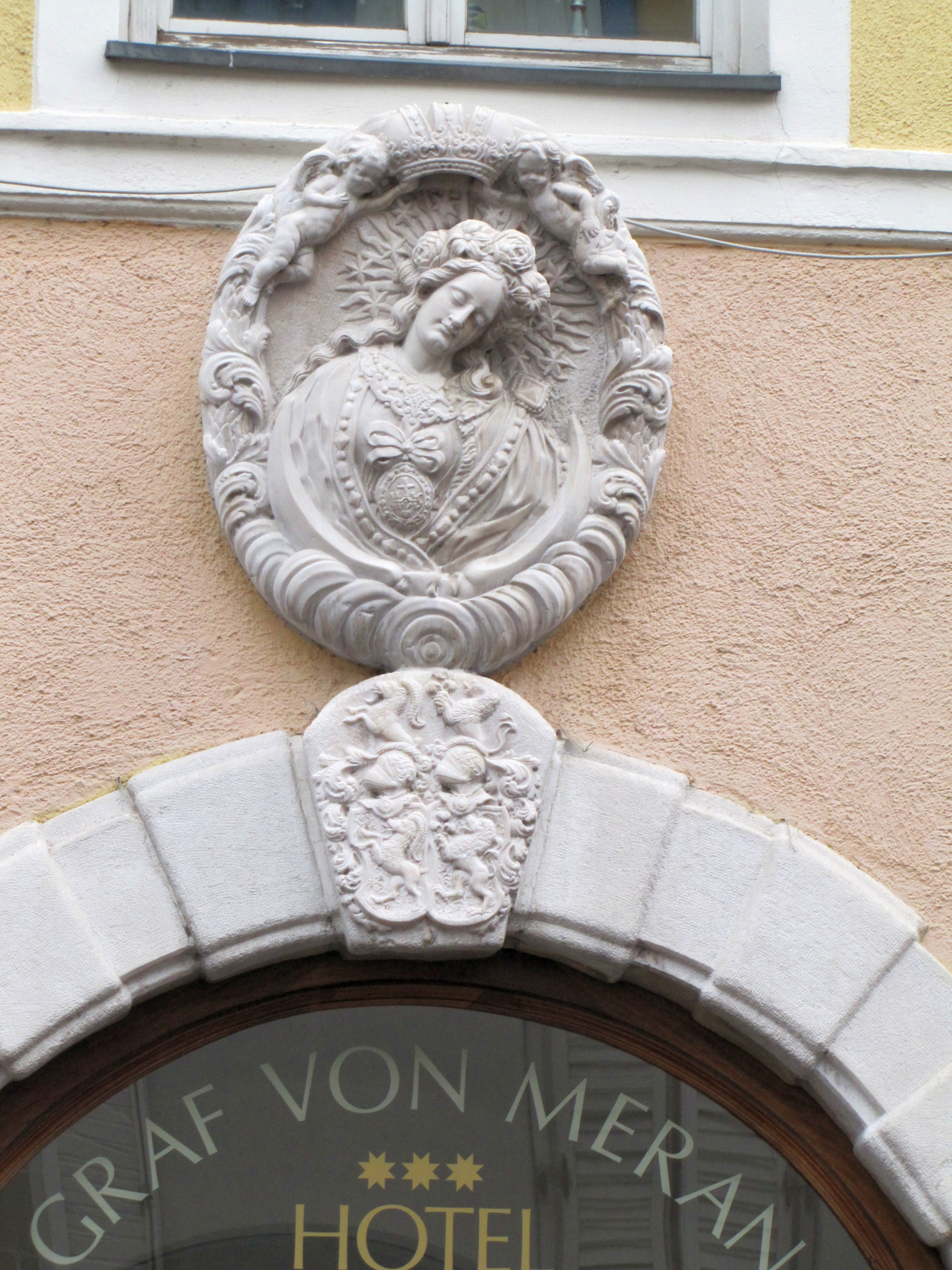
Madonnenrelief am Hotel zum Grafen von Meran

Die tiefe Frömmigkeit der Menschen im Zeitalter des Barocks brachte die Marienverehrung in verschiedenen Ausprägungen zu einer Hochblüte: das Wallfahrtswesen erlebte einen Aufschwung. Besonders beliebte Ziele der Wallfahrer im Vinschgau waren Marienberg, Unsere Frau in Schnals, die Heiligen Drei Brunnen in Trafoi. Jeder Ort bemühte sich um eine Gnadenkapelle, so wie es die Bewohner von Tschengls taten, die eifrig die Kunde über ihr wundertätiges Gnadenbild verbreiteten. Die Maler hatten alle Hände voll zu tun, Marienbilder an die Häuserwände zu malen. Die Bildhauer und Steinmetze schnitzten ihre Marienmotive in Holz bzw. meißelten sie in Marmor oder Stein.
Gregor Schwenzengast hat sich für die Herstellung seiner medaillonsartigen Madonnenreliefs aus Vinschger Marmor sehr wahrscheinlich von einem Abbild des Wessobrunner Gnadenbildes inspirieren lassen, das sich im Inventar der St. Anna-Kapelle in Schanzen befindet. Seit 1704 wurde nämlich vom Kloster Wessobrunn aus die Kunde über dieses Gnadenbild in einer breit und geschickt angelegten Propaganda unter das Volk gebracht, im Vinschgau unter anderem auch über das Kloster Marienberg. Die Madonnenreliefs von Gregor Schwenzengast sind zeitlich zwischen 1704 und 1723 einzuordnen:
- Mals, Frühmesswidum, Mutter der schönen Liebe
- Kortsch, Luzienhof, unterscheidet sich von den übrigen in wesentlichen Stücken, deswegen Zuschreibung strittig
- Schlanders, Rathaus oder Plawennhaus, Mutter der schönen Liebe, kommt dem Wessobrunner Gnadenbild sehr nah
- Schlanders, Matscherhaus, das Gesicht der Muttergottes ist porträtverdächtig
- Schlanders, Gasthaus zum Widder
- Latsch, Ansitz Mühlrain, Maria, Tempel des heiligen Geistes, besonders prächtig gestaltet
- Marling, Obergojenhof, Auftrag der Kartause in Schnals
- Meran, Hotel zum Grafen von Meran am Rennweg
- Meran, Widum in der Passeirergasse Nr. 3 (stammt vom Thalguterhaus in den Berglauben)
- Untermais, Siegler am Turm, Dorfmeisterhof oder Suppanturm

Es existieren weitere ähnliche Reliefs beim Ansitz Liebeneich in Terlan sowie in Bozen,
die aber nicht Schwenzengast zugeschrieben werden, weil sie teilweise sehr grob und unsorgfältig ausgeführt wurden.

### Grabdenkmäler
Es sind Grabsteine, deren Auftraggeber ein urkundlich belegtes Naheverhältnis zum Künstler hatten oder in die Ära seines Schaffens fallen und ein qualitativ hochstehendes handwerkliches Können anzeigen; sichere Zuschreibungen gibt es aber nicht. Es sind dies
- die „Verdrosische Begrebnus“ in den Arkaden des Friedhofs von Latsch
- das Grabdenkmal für Pfarrer Petrus Heid am Fuße des Turms der Pfarrkirche von Latsch, 1718
- das Kleinhans-Grabmal in der Latscher Pfarrkirche
- der Mohr-Gedenkstein in der Spitalskirche von Latsch, 1695
- die Grabsteine für Peter Spechtenhauser und Johannes Veilegger in der Bichlkirche zu Latsch
- das Grabmal für Pfarrer Johannes Wenter in der Pfarrkirche Naturns, 1719
- der Voglmayr-Epitaph an der Pfarrkirche von Meran, 1695
- das Grabmal für Susanna Peisserin an der alten Pfarrkirche in Algund, 1700
- der Grabstein für Cordula von Pach an der Pfarrkirche von Meran, 1719
- der Grabstein für Josef Storch im Friedhof von Marling, 1722
- das Grabdenkmal für Ferdinand Miller von Aichholz im Friedhof von Niederlana, 1709
- das Grabmal für Johann Jakob von Pach an der Pfarrkirche in Kaltern, 1666

### Wappensteine und Marmorreliefs

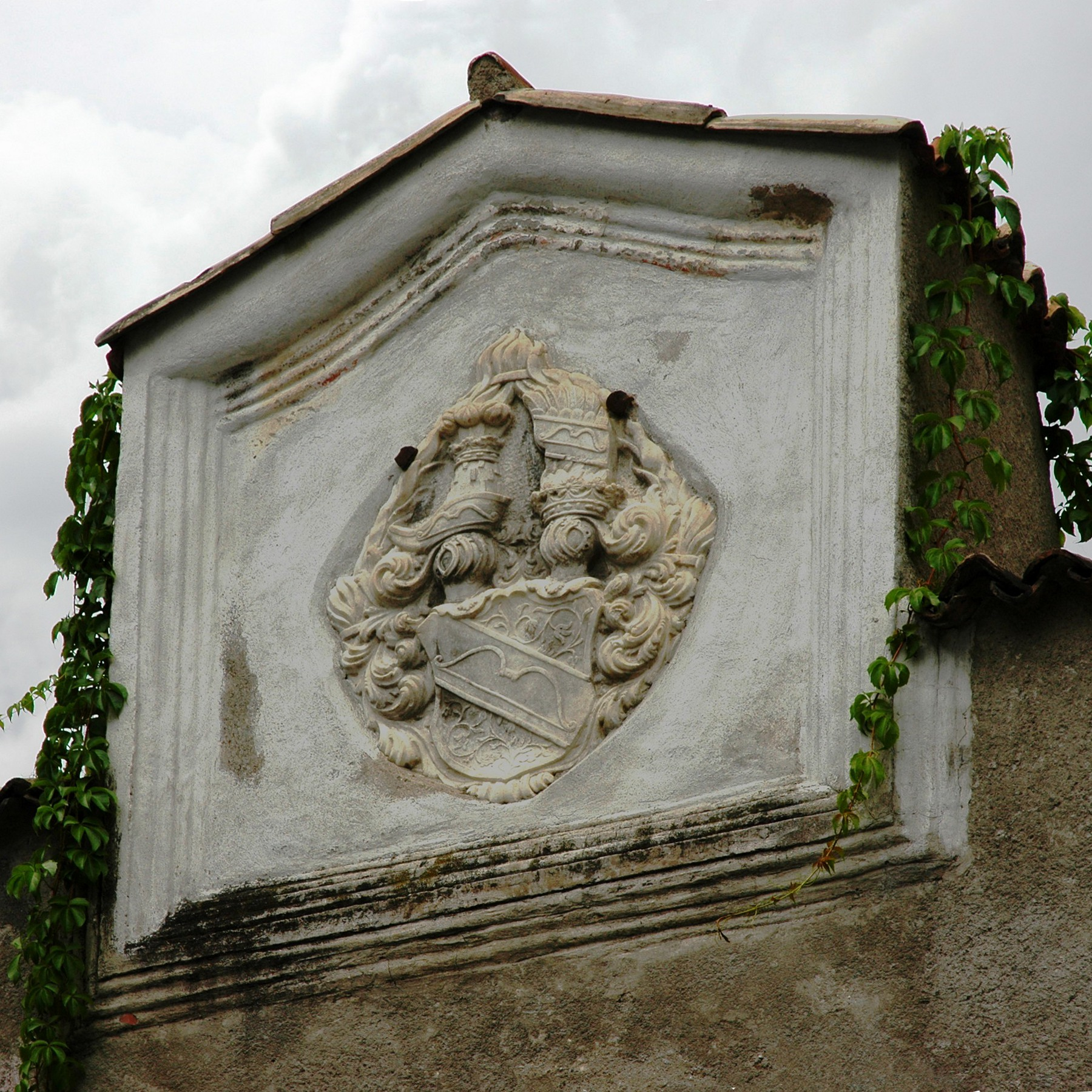
Wappen über dem Hoftor der Stachlburg in Partschins

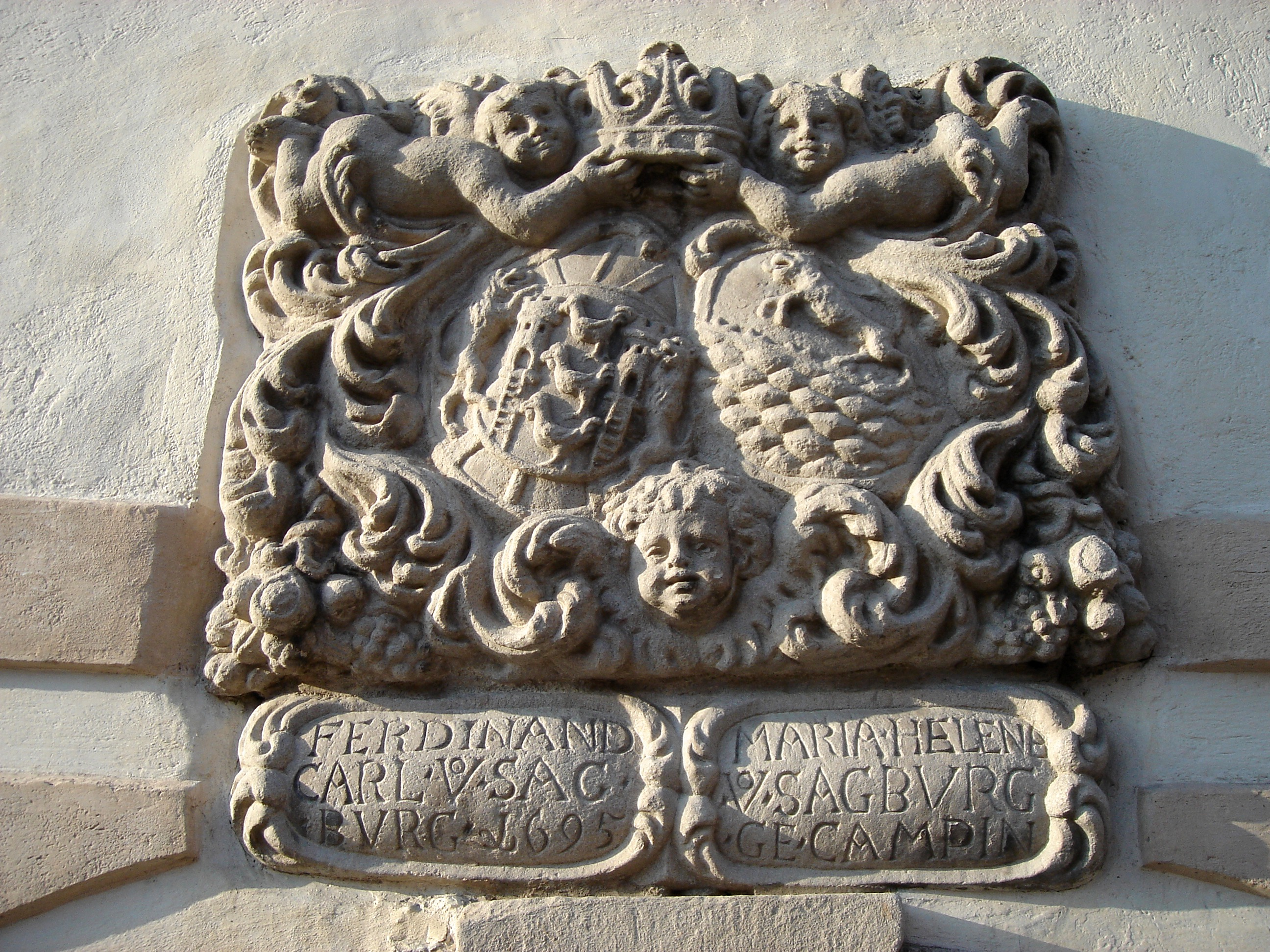
Allianzwappen des Ferdinand Karl v. Sagburg u. Maria Helena Campi von Heiligenberg am Ansitz Rosengarten in Lana/Südtirol

- Allianzwappen beim Ansitz Heydorf in Schlanders, heute Loretzhof
- Reliefs des Kaisers Leopold I. (1657–1705) und des Kaisers Joseph I. (1705–1711) in der Schlandersburg (ständige Leihgabe des Ferdinandeums, Innsbruck)
- Wappen des Abtes Franz von Pach im Kloster Marienberg
- Wappen am Hoftor der Stachlburg in Partschins
- Allianzwappen der Stachlburg in Partschins und der Schlandersberg in der Kallmünz am Sandplatz in Meran
- Ein Gedenkstein in der Kirche St. Helena in Ulten, 1698
- Wappen am Gasthaus zum Schwarzen Adler in Lana, das im Besitz der Familie Miller von Aichholz war
- Allianzwappen des Ferdinand Karl von Sagburg und seiner Gemahlin Maria Helena Campi von Heiligenberg und Figurengruppe beim Ansitz Rosengarten in Lana